# Littledalea
Littledalea és un gènere de plantes de la família de les poàcies, ordre de les poals, subclasse de les commelínides, classe de les liliòpsides, divisió dels magnoliofitins. És originari de l'Àsia central. És l'únic gènere de la tribu Littledaleae. El gènere fou descrit per William Botting Hemsley i publicat a Hooker's Icones Plantarum 25:, pl. 2472. 1896.

## Taxonomia
- Littledalea alaica  Vsevolod Alexeevič Petrov i Vladimir Leontjevitj Komarov, 1934.
- Littledalea przevalskyi Nikolai Nikolaievich Tzvelev, 1968.
- Littledalea racemosa Yi Li Keng, 1934.
- Littledalea tibetica William Botting Hemsley, 1896.